# Waldemar Acosta
Waldemar Jesús Acosta Ferreira (Juan Lacaze, 25 agosto 1986) è un ex calciatore uruguaiano, di ruolo attaccante.